# Чудесний улов риби
Чудесний улов риби — дві євангельські події, що відбулись у присутності Ісуса Христа й описані в канонічних євангеліях від Луки (Лк.5:1-11) та Йоана (Ів. 21:1-11). Повідомляється, що чудеса відбуваються незалежно одне від одного, через декілька років, до і після воскресіння, але в обох чудесах апостоли спочатку без успіху ловлять рибу в Галілейському морі. Ісус каже їм закинути сіті ще раз, за що вони винагороджуються великим уловом.

## Події

### Перший чудесний улов риби

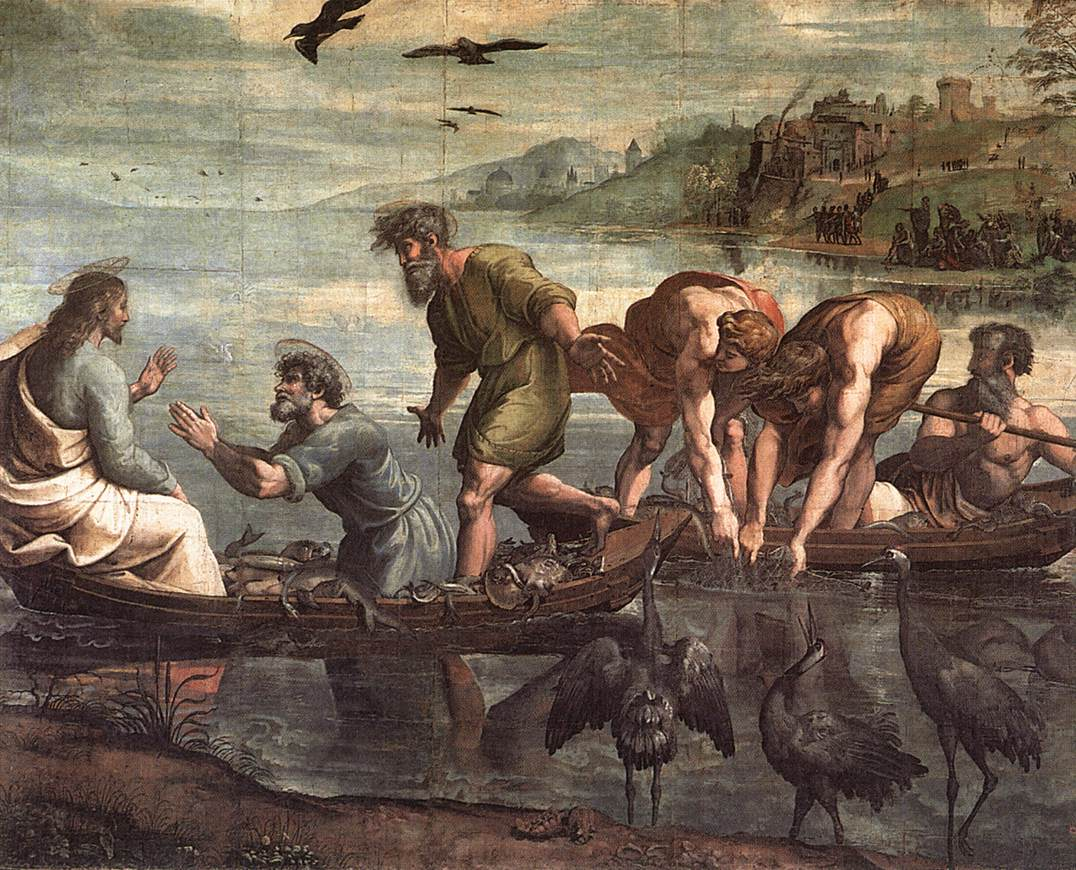
Рафаель 1515

Згідно з Євангелієм від Луки, в день цього дива, Ісус проповідував біля Генесаретського озера, коли побачив два човни біля берега і рибалок, що полоскали сіті. Він ступає на той, що належав Симону (Петру) і трохи відійшовши від берега, він сів і навчав людей з човна. Згодом він сказав Петрові: 
У цьому розділі євангелист Лука розповідає про покликання чотирьох учнів: Симона Петра з його братом Андрієм, і Йоана з його братом Яковом. Ісус вибрав практичний спосіб проповідування, щоб його усі почули і віддаляючись від берега на кілька метрів можна було говорити до всіх хто був на березі. Виглядає, що Ісус закінчив говорити і подумав нагородити того, хто позичив йому таку «катедру», з якої він говорив. Ісусове заохочення видавалося Симонові певною іронією. Якраз вночі він намучився із товаришами й нічого не зловив. Денне світло також було перешкодою — якщо вночі нічого не зловив, то і вдень було б ще гірше. Симон знався на риболовлі та передбачував цілком інший фінал. Проте не так сталося і від того дня дві пари братів кинули все і залишилися з Ісусом.

### Другий чудесний улов риби

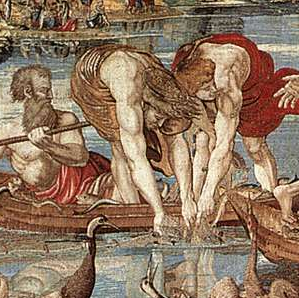
Другий чудесний улов риби

Коли закінчились пасхальні святкування учні повернулись до Галілеї, як було сказано Ісусом (Мт.26:32). Ця обіцянка вказувала місце, але не час, тому треба було бути готовим і очікувати. Рибалки не могли лежати на березі їхньог озера, і хоч очікували з дня на день появи Ісуса, почали працювати, щоб мати з чого жити. Згідно з Євангелієм від Івана подія Другого чудесного улову риби відбувається при третьому об'явленні учням Ісуса Христа після Воскресіння, в присутності семи учнів: Петра, Томи, Натанаїла, синів Зеведея (Якова та Івана) і ще «двох інших». Вони йдуть ловити рибу у Генесаретському озері, але безрезультатно. На ранок невпізнаний ними (воскреслий) Ісус кричить їм з берега, чи немає у них риби: